# イェルク・バウマン
イェルク・バウマン（Jörg Baumann, 1940年 - 1995年）は、ドイツのチェリスト。
ベルリン出身。1966年からベルリン・フィルハーモニー管弦楽団に所属し、1977年に首席チェロ奏者に昇格。1970年代からコントラバシストのクラウス・ストールとベルリン・フィルハーモニー・デュオを結成。また、「ベルリン・フィル12人のチェリストたち」に創立メンバーとして加わった。
ベルリンにて没。ベルリン･ゾリステンのメンバー。